# Gaston Clottu
Pour les articles homonymes, voir Clottu.
Gaston Clottu, né le 27 août 1912 à Saint-Blaise et décédé le 25 janvier 1995 à Hauterive, est un avocat, notaire et homme politique suisse, membre du Parti libéral suisse.

## Biographie
Gaston Clottu est né le 27 août 1912 à Saint-Blaise, dans le canton de Neuchâtel. Il est le fils de Georges-Olivier Clottu, le directeur de la Caisse cantonale d'assurance populaire, et d'Hélène Zaugg. Il s'établit comme avocat et notaire en 1938 et exerce cette profession jusqu'en 1953. Membre du Parti libéral, il entre au Conseil communal (exécutif) de Saint-Blaise en 1939 et y reste jusqu'en 1953. Parallèlement, il siège également au Grand Conseil du canton de Neuchâtel de 1939 à 1953. En 1951, il est élu au Conseil national, où il reste pendant vingt ans. En 1953, il est élu au Conseil d'État neuchâtelois. Il doit alors abandonner ses mandats de conseiller communal et de député, mais conserve celui de conseiller national. Au Conseil d'État, il est d'abord responsable du département de l'instruction publique et des cultes, puis du département de l'intérieur. Il reste à l'exécutif cantonal jusqu'en 1969. De 1970 à 1975, il préside la Commission fédérale d'experts chargée de l'étude concernant la politique culturelle suisse. De 1969 à 1981, il est également président de l'Institut neuchâtelois. Il décède le 25 janvier 1995 à Hauterive.

## Hommages
- 1954 : Bourgeoisie d'honneur de la commune de Saint-Blaise.
- 1974 : Doctorat honoris causa de l'université de Neuchâtel.